# Mohrdār
Mohrdār (persiska: مهردار) är en ort i Iran.   Den ligger i provinsen Östazarbaijan, i den nordvästra delen av landet, 500 km väster om huvudstaden Teheran. Mohrdār ligger 1 918 meter över havet och antalet invånare är 306.
Terrängen runt Mohrdār är huvudsakligen kuperad, men österut är den platt. Runt Mohrdār är det ganska glesbefolkat, med 22 invånare per kvadratkilometer. Närmaste större samhälle är Gol Akhor, 19,6 km norr om Mohrdār. Trakten runt Mohrdār består i huvudsak av gräsmarker.